# Chirembia micropallida
Chirembia micropallida är en insektsart som beskrevs av Ross 2006. Chirembia micropallida ingår i släktet Chirembia och familjen Embiidae. Inga underarter finns listade i Catalogue of Life.